# Резня христиан в Сирии (1860)
Христианский погром 9—18 июля 1860 года, вспыхнувший как протест мусульман Сирии в составе Османской империи против изменений в сложившейся структуре сирийского общества. По сути, продолжение друзско-маронитского конфликта, произошедшего в мае — июне 1860 года.

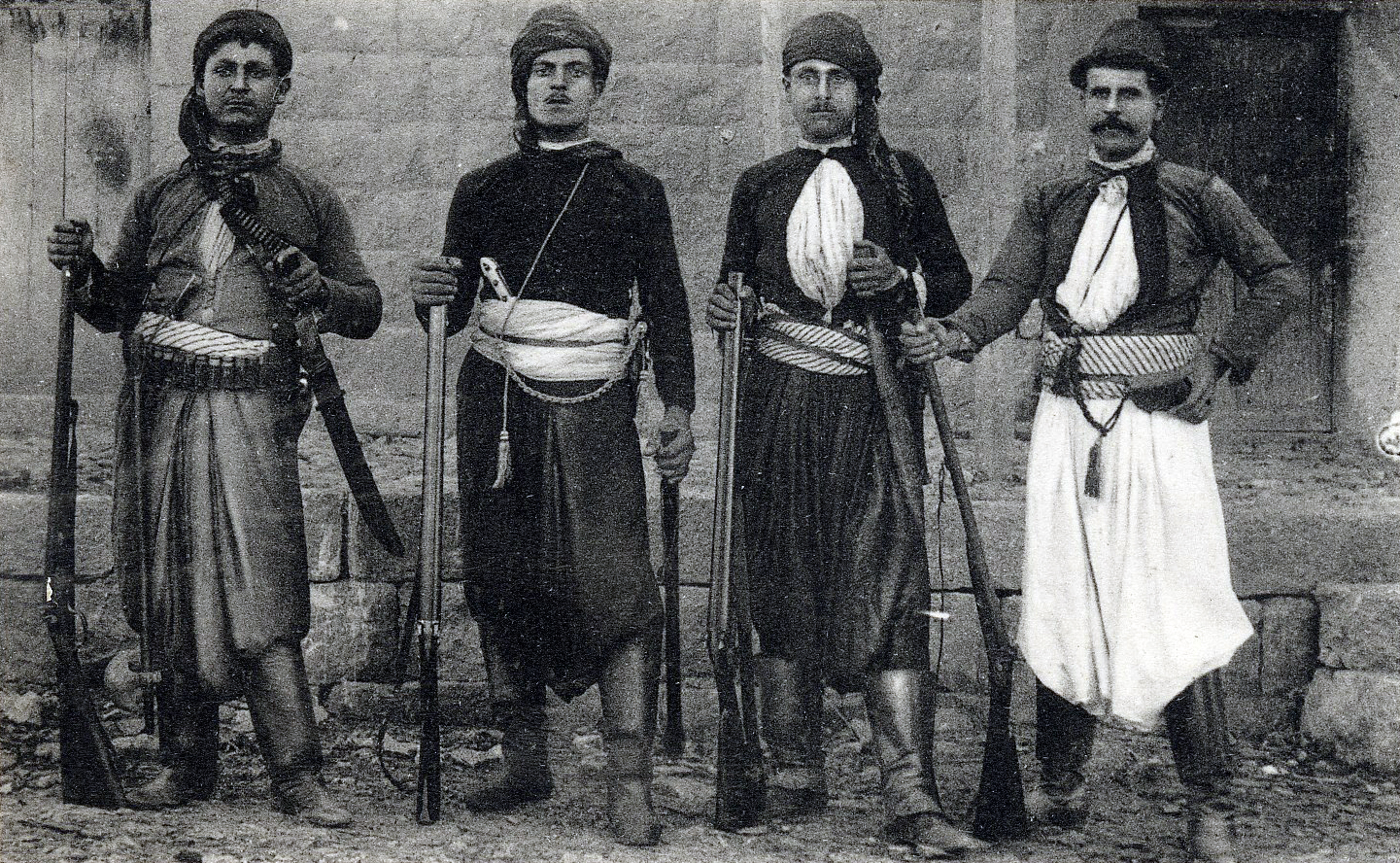
Христианские ополченцы

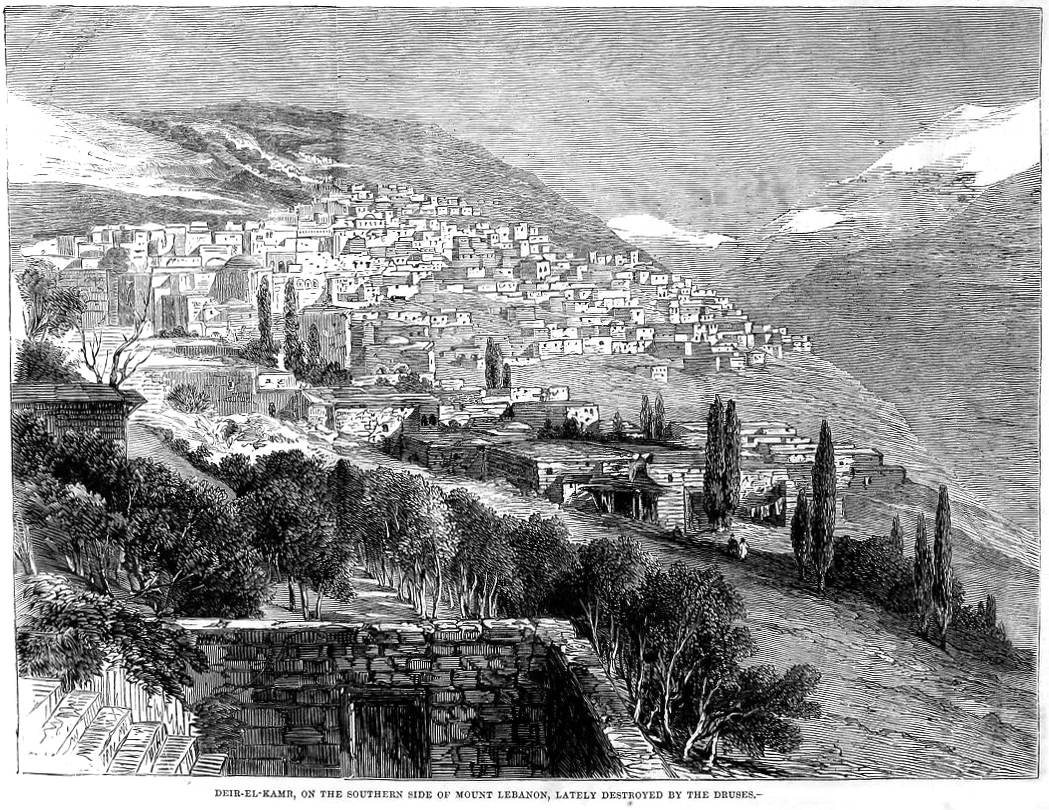
Эскиз Дейр аль-Камара из английской газеты, опубликованной в июле 1860 г.

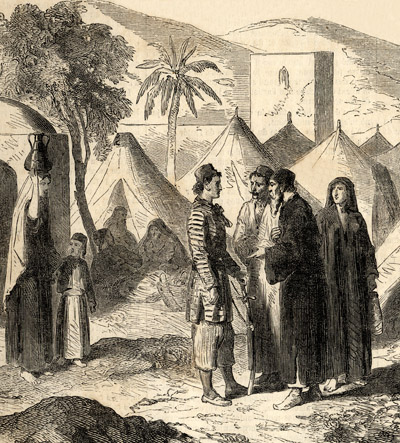
Христианские беженцы во время беспорядков

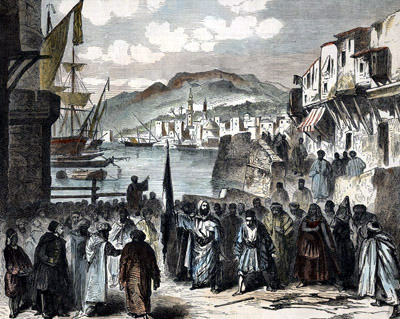
Народный митинг в Бейруте во время событий 1860 г.

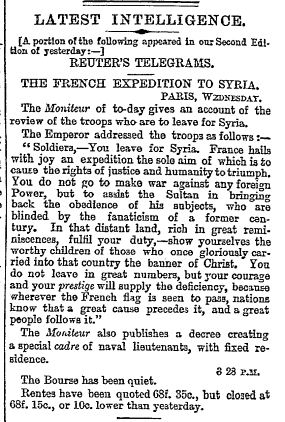
Отчёт Times о французской экспедиции от 9 августа 1860 г., в котором описывается, что экспедиция была названа гуманитарной

## Причины
В XVIII — первой половине XIX века в Сирии нарастали противоречия между общинами мусульман и христиан. Реформы, проводившиеся в Сирии египетскими (1831—1840) и османскими властями (с 1840 года), были направлены на повышение социально-политического статуса религиозных меньшинств и вызвали отрицательную реакцию со стороны мусульманского большинства населения. В свою очередь с середины XIX века христиане пытались всячески подчеркнуть, что эпоха доминирования мусульман уходит в прошлое. Отказ христиан платить освобождавший от военной службы налог расценивался мусульманами как вызов, брошенный их общине.

## Ход событий
Поводом к началу погрома стал арест нескольких подростков-мусульман, рисовавших кресты на улицах христианских кварталов Дамаска и оскорблявших местных жителей. Участие в погроме приняли около тысячи человек. Эта сравнительно небольшая группа действовала в условиях попустительства османских властей и с молчаливого согласия большинства жителей страны. Некоторые турецкие солдаты и исламские духовные лидеры сами приняли участие в грабежах и убийствах. В ходе событий погибло по разным оценкам от 2 до 6 тысяч христиан, сотни женщин и детей были проданы в рабство бедуинам, разрушено 3 монастыря и 11 церквей, сожжено более 3 тысяч принадлежавших христианам домов, разграблен ряд консульств европейских держав, в том числе российское консульство. В то же время многие христиане были спасены представителями знати и простыми мусульманами. Несколько тысяч христиан спас проживавший в изгнании бывший лидер алжирского освободительного движения Абд аль-Кадир.

## Принятые меры
Османское правительство, опасаясь распространения христианских погромов на другие районы империи и не желая дать повод для интервенции европейских держав, решило провести показательное расследование погрома и строго наказать виновных. В Дамаск с чрезвычайными полномочиями был отправлен министр иностранных дел Фуад-паша. По итогам проведенного им следствия было арестовано более 700 зачинщиков и активных участников беспорядков, десятки из них были казнены, сотни сосланы. По обвинению в преступном бездействии были публично расстреляны дамасский губернатор Ахмед Иззет-паша и ряд высших офицеров гарнизона. Для возмещения материальных убытков, причиненных христианам во время погрома, мусульмане были обложены контрибуцией в 35 млн пиастров. Лишившимся жилья христианам разрешалось переселяться в дома, занимаемые мусульманами, желающие могли свободно переехать в Бейрут или в другие районы Османской империи.
События 1860 года явились предлогом для направления в Ливан французского экспедиционного корпуса. Под давлением Великобритании экспедиционный корпус был отозван в июне 1861 года.